# Pitfall 3D: Beyond the Jungle
3D Pitfall: Beyond the Jungle (3D Pitfall no Japão e Pitfall: Beyond the Jungle na Europa, Estados Unidos e Brasil), é um jogo eletrônico, para o Videogame Playstation 1 e Game Boy Advanced, lançado no ano de 1998 pela ''Crave Entertainment''. Na Europa e Estados Unidos não há o 3D no título, e no Japão é simplesmente conhecido como Pitfall GB.
Nesta aventura, o personagem principal Harry, conhece uma garota chamada Mira, que pede sua ajuda para libertar o seu povo de um flagelo, uma força do mal que pretende conquistar o mundo.
Um dos maiores destaques deste jogo, é a voz de Bruce Campbell, como Pitfall Harry Jr. e de Catherine Sutherland como Mira
Este jogo é da série Pitfall, que foi lançado pela primeira vez para o console Atari 2600 e na sequência foi lançado no ano de 1994 o jogo Pitfall: The Mayan Adventure.
Com cinco revisões, Pitfall 3D recebeu uma pontuação média de 7.1 pela crítica.